# ジョ・ソアレス
ジョゼ・エウジェニオ・ソアレス（ポルトガル語: José Eugênio Soares、1938年1月16日 - 2022年8月5日）、通称ジョ・ソアレスは、ブラジルのコメディアン、俳優、映画ディレクター。

## 経歴
リオ・デ・ジャネイロ出身。起業家のオランド・ソアレスと主婦のメルセデス・レアルの長男である。子供のころから外交官になることが夢であった。リオ・デ・ジャネイロのサンベント小学校を卒業後、スイスの中学校に入学したが、中退した。数年後、外交官よりも自分は芸能界に向いていると気づき、1950年代半ばから映画やテレビ番組に出演し始める。
1967年のコメディ番組「ファミリア・トラポ」で注目を浴び、1970年よりヘジ・グローボのお笑い番組に出演することになった。1981年から放送された「ヴィヴァ・オ・ゴルド」では同性愛者のスーパーマン「カピトン・ゲイ」や、ブラジル社会を風刺した王様「レイジーニョ」などを演じ、そのギャグが流行した。
1980年代後半からは、深夜のトークショー番組の司会者を務め、SBTの「ジョー・ソアレス オンゼ・エ・メイア」（1988年 - 1999年）や、ヘジ・グローボ局の「プログラマ・ド・ジョー」（2000年 - 2016年）などに出演した。2022年8月5日、入院先のサンパウロ市内の病院で死去。